# الأحمر (محافظة ينبع)
الأحمر، قرية من قرى محافظة ينبع والتابعة لمنطقة المدينة المنورة في السعودية، تقع في شمال شرق ينبع، بمسافة (90) كم. تجاورها من الشرق قرية العشيش وتبعد عنها مسافة 20 كلم، وقرية رخو في شمالها الغربي وتبعد عنها مسافة 10 كلم ويسكنها قبيلة رفاعه من جهينه.